# Gert Wessels

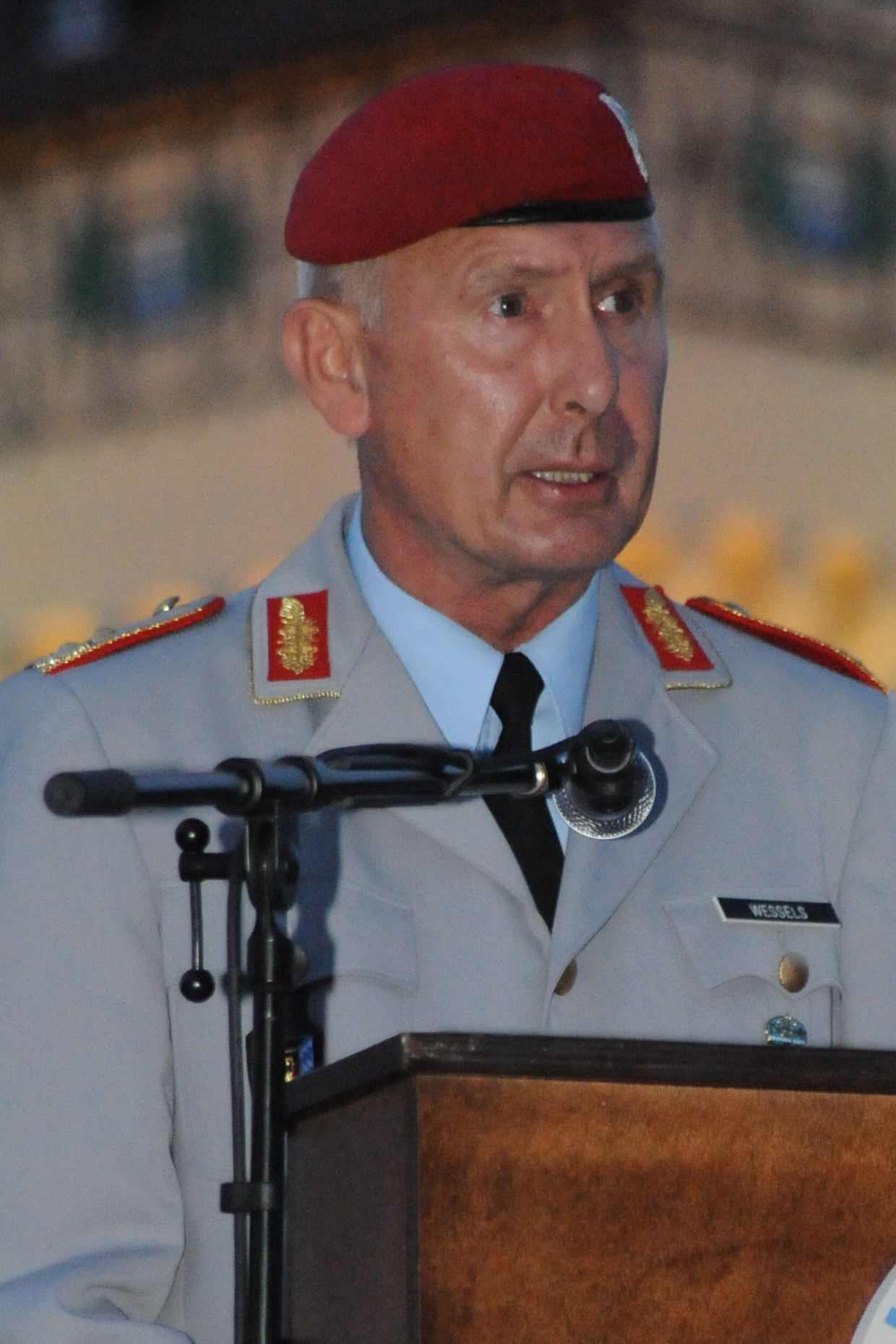
Gert Wessels

Gert Wessels (* 21. Dezember 1950 in Altenoythe) ist ein Generalmajor des Heeres der Bundeswehr im Ruhestand. In seiner letzten Verwendung war er vom 1. Juli 2007 bis zum 31. Dezember 2012 Befehlshaber im Wehrbereich IV. 

## Militärische Laufbahn

### Ausbildung und erste Verwendungen
Wessels trat nach seinem Abitur 1969 bei der Panzerpionierkompanie 320 in Barme in die Bundeswehr ein. Nach seiner Ausbildung zum Offizier und einer ersten Verwendung als Zugführer studierte er ab 1973 an der TU München und erreichte den Abschluss Diplom-Ingenieur. 1978 wurde er S3-Offizier beim Pionierbataillon 11 in Dörverden. Zwei Jahre später übernahm Wessels dessen 3. Kompanie als Chef. Es schloss sich die Generalstabsausbildung an der Führungsakademie der Bundeswehr in Hamburg an. 

### Dienst als Stabsoffizier
Seine erste Verwendung als Stabsoffizier hatte Wessels 1984 als G4 der Panzergrenadierbrigade 10 in Weiden in der Oberpfalz. Danach studierte er am Royal Military College of Science in Shrivenham, Großbritannien, Militärtechnik und wurde im Anschluss Referent im Führungsstab des Heeres VII 1. Seine nächste Verwendung war die des G3-Stabsoffiziers der Panzerbrigade 36 in Bad Mergentheim, bevor er 1991 Kommandeur des Panzerpionierbataillons 12 in Volkach wurde. 1993 trat Wessels den Dienst als Referent in der Hauptabteilung Rüstung im Bundesministerium der Verteidigung an. Ein Jahr später wechselte er zurück zum Führungsstab des Heeres, wo er Referatsleiter VI 5 und danach II 1 war.

### Dienst im Generalsrang
Im Jahr 2000 übernahm Wessels das Kommando über die Logistikbrigade 2 in Germersheim, aber schon ein Jahr später wechselte er zum Heeresamt, zunächst als Abteilungsleiter III, dann I, um dann in die Hauptabteilung Rüstung zurückzukehren, wo er Unterabteilungsleiter V war, seine letzte Verwendung, bevor er die Führung des Wehrbereichskommandos IV übernahm.

## Privates
Wessels ist verheiratet.